# Капуловка
Капуловка (укр. Капулівка) — село,
Покровский сельский совет,
Никопольский район,
Днепропетровская область,
Украина.
Код КОАТУУ — 1222985502. Население по переписи 2001 года составляло 2053 человека.

## Географическое положение
Село Капуловка находится на правом берегу Каховского водохранилища,
выше по течению на расстоянии в 4 км расположено село Покровское,
ниже по течению на расстоянии в 0,5 км на противоположном берегу большого залива расположено село Алексеевка.
Рядом проходит автомобильная дорога Т-0436.

## История
- В окрестностях села Капуловка известно несколько поселений, курганов и могильников (2 тыс. лет — III в. до н. э.).
- Село Капуловка, по-видимому, появилась с образованием Чертомлыкской Сечи в 1652 году.
- Около села Капуловка на высоком днепровском берегу в 1680 году был похоронен кошевой атаман Запорожской Сечи Иван Сирко.

## Экономика
- Свино-товарная ферма.
- Птицеферма

## Объекты социальной сферы
- Школа.
- Профессионально-техническое училище № 83.
- Детский сад.
- Дом культуры.
- Историко-краеведческий музей села Капуловка.

## Достопримечательности
- Могила кошевого атамана Ивана Сирко
- Мемориал памяти погибших в Великой Отечественной войне.

## Галерея

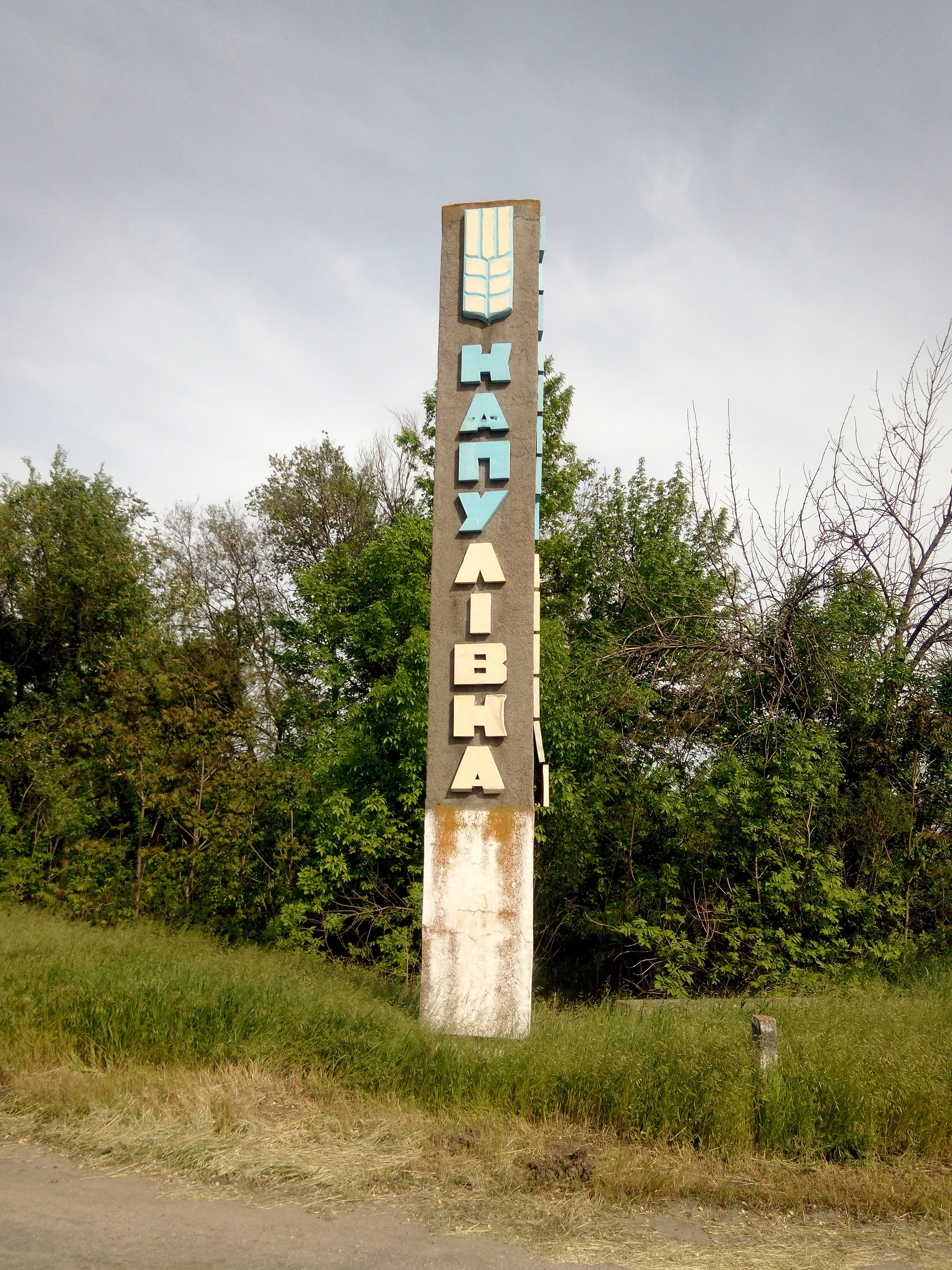
Стела при въезде в село
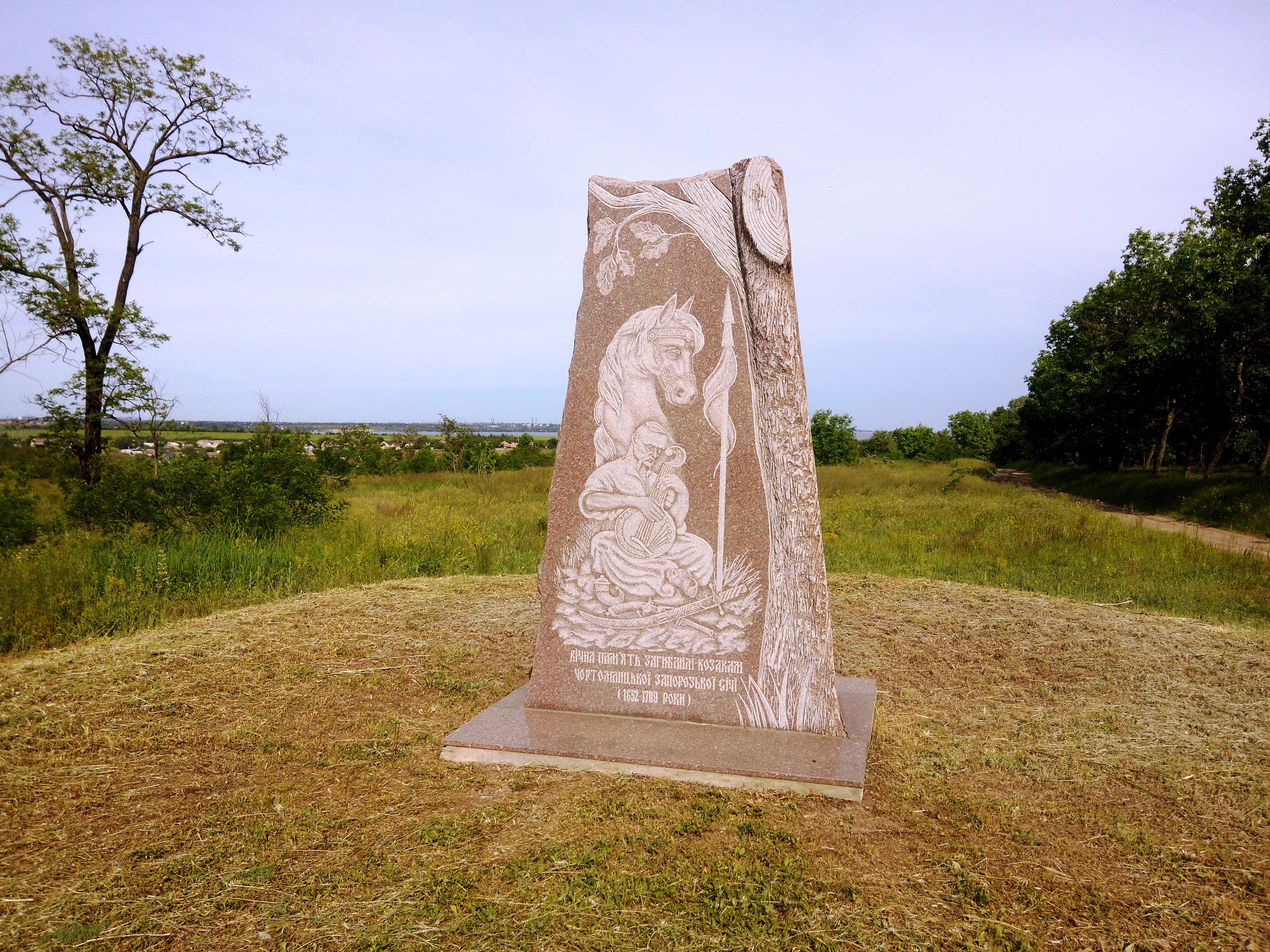
Памятный камень погибшим казакам Чертомлыкской Запорожской Сечи
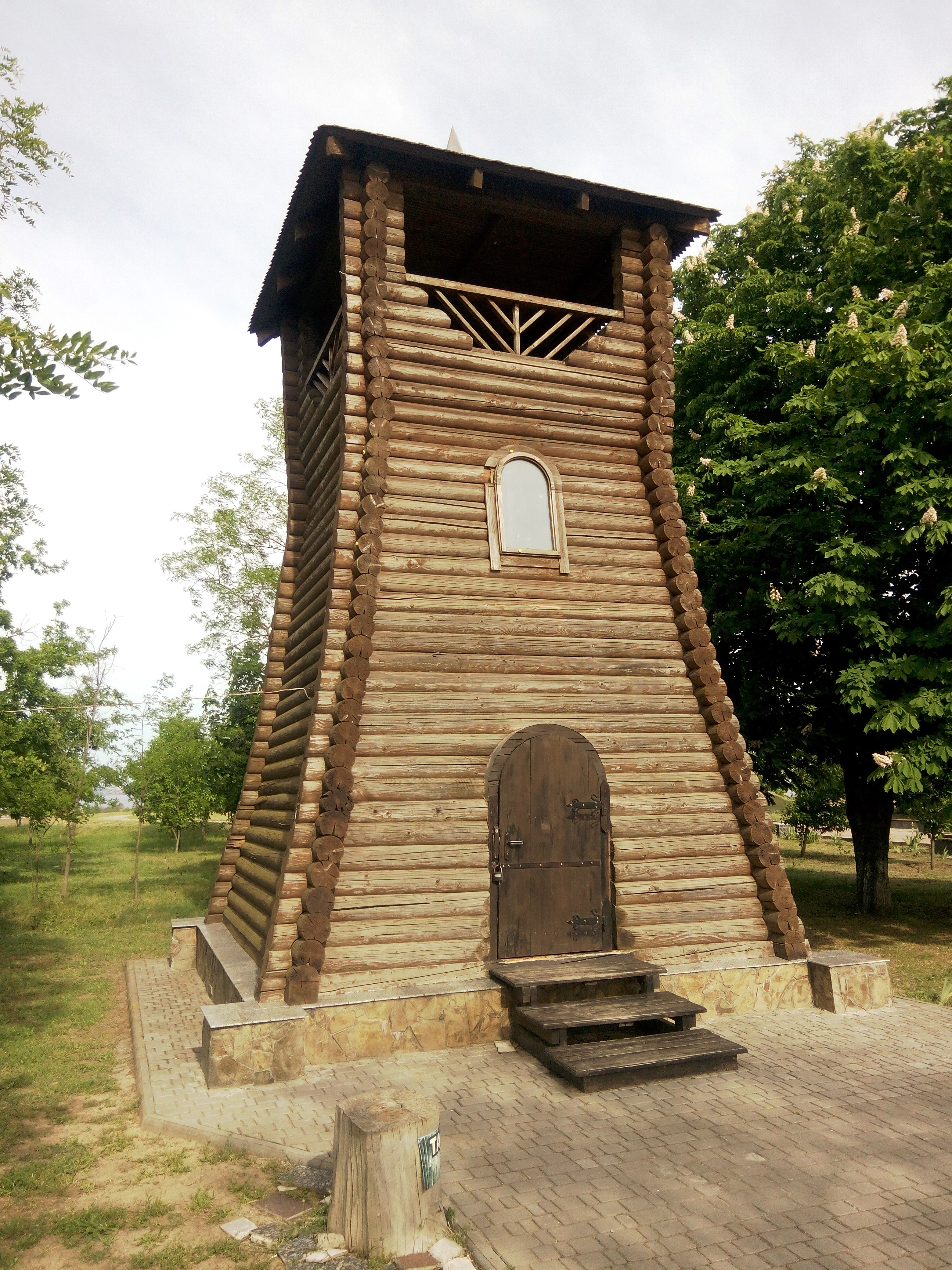
Колокольня
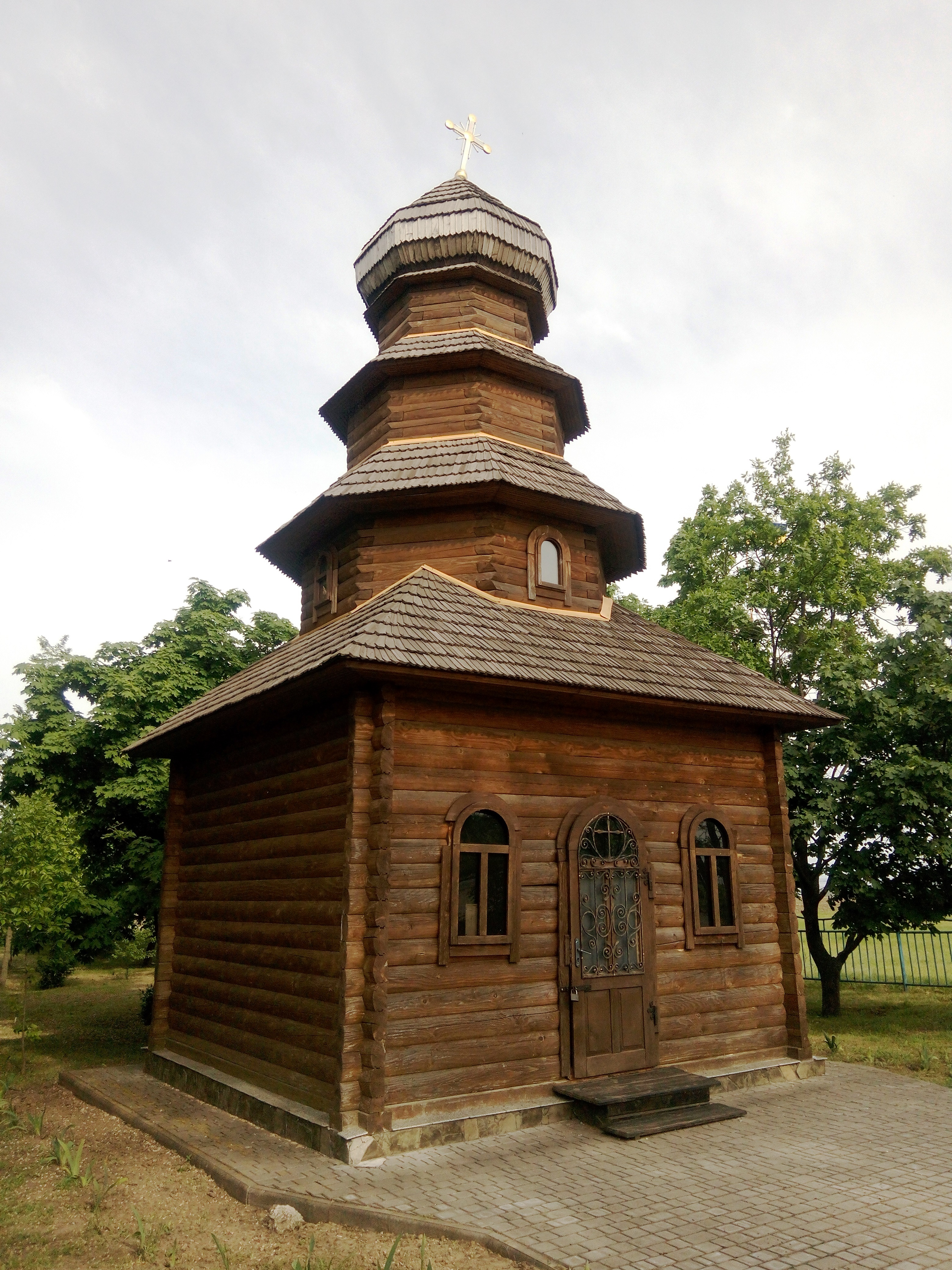
Покровская церковь
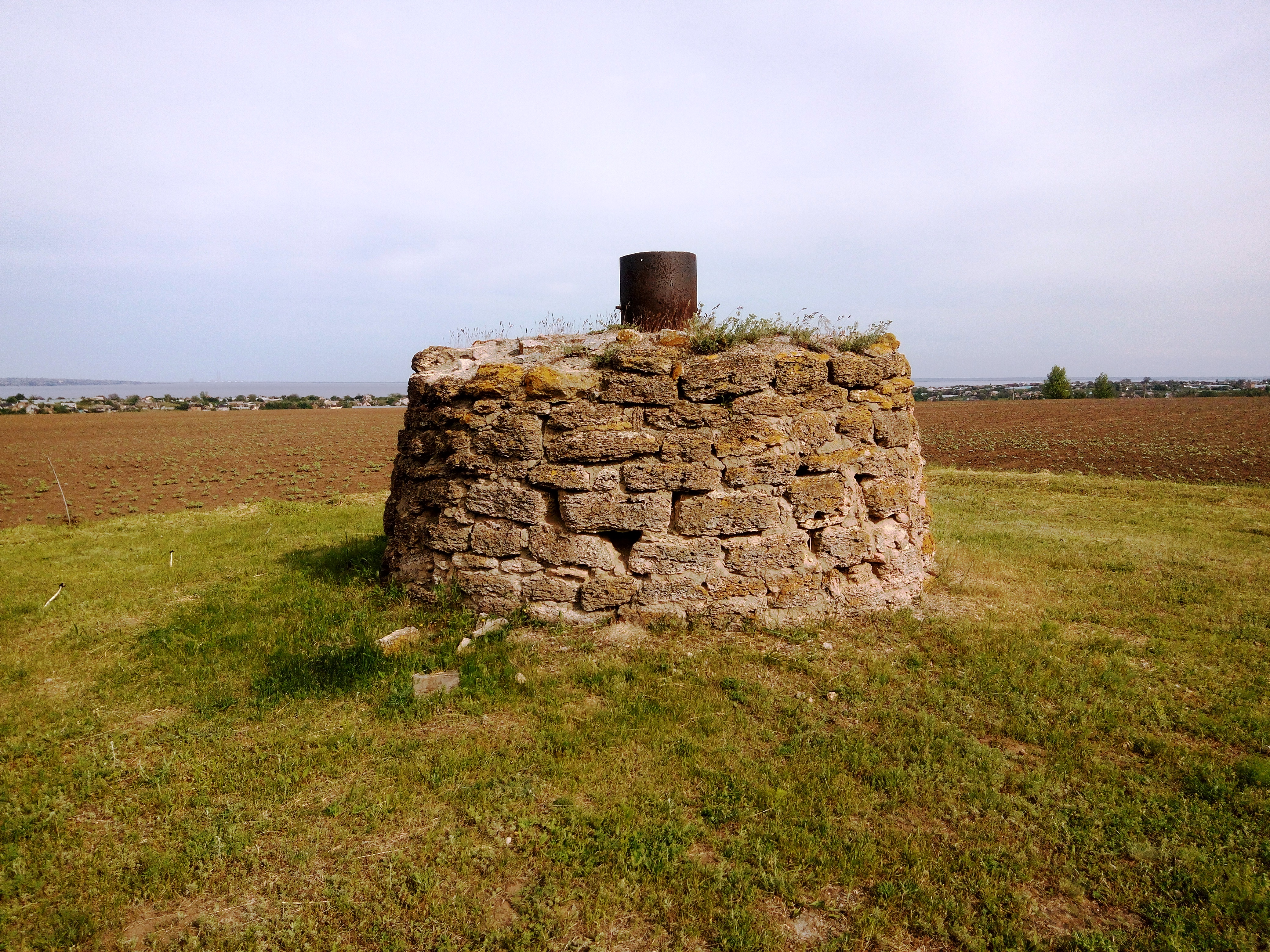
Курган
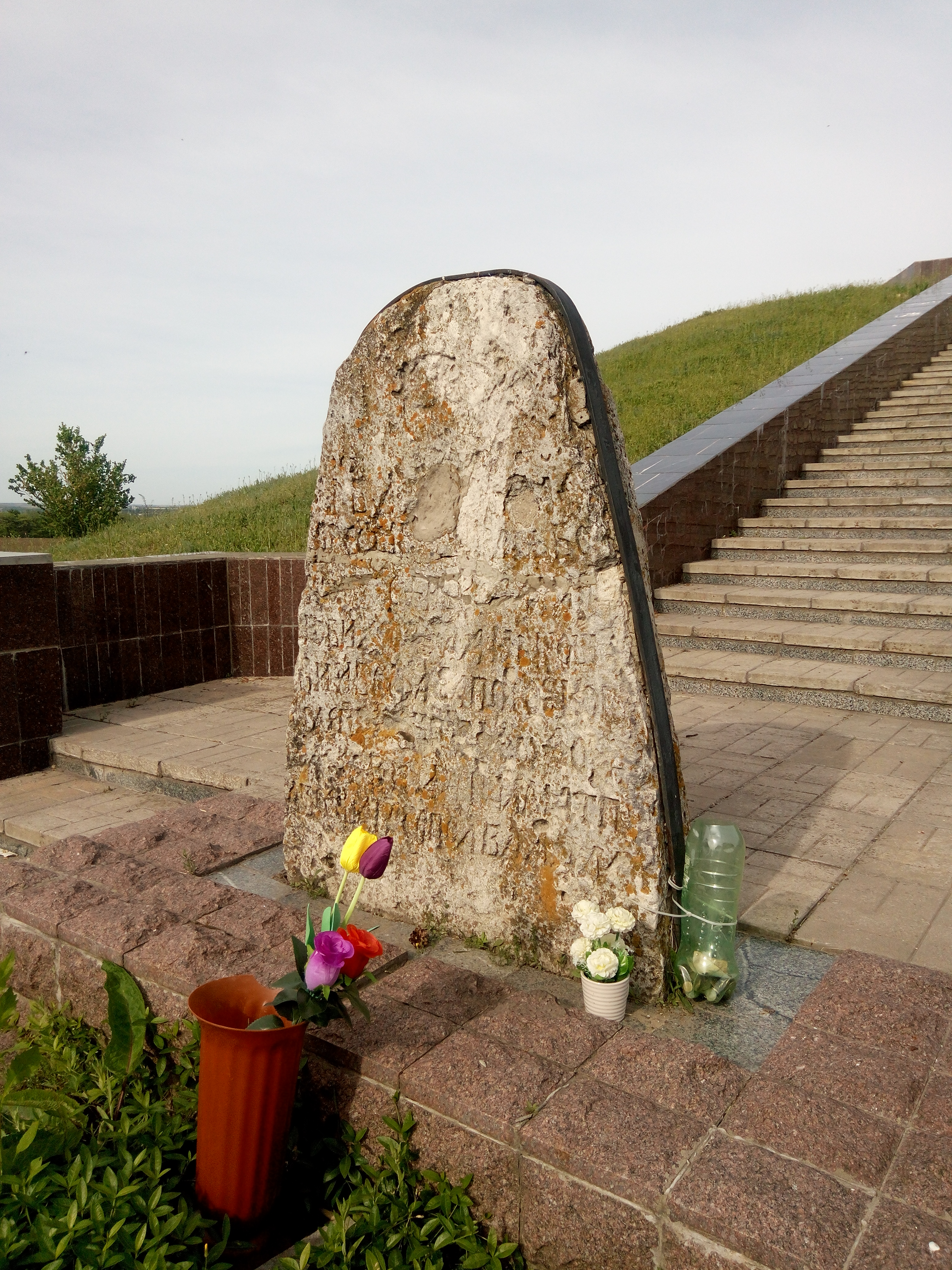
Могильный камень с первого места захоронения И. Серко
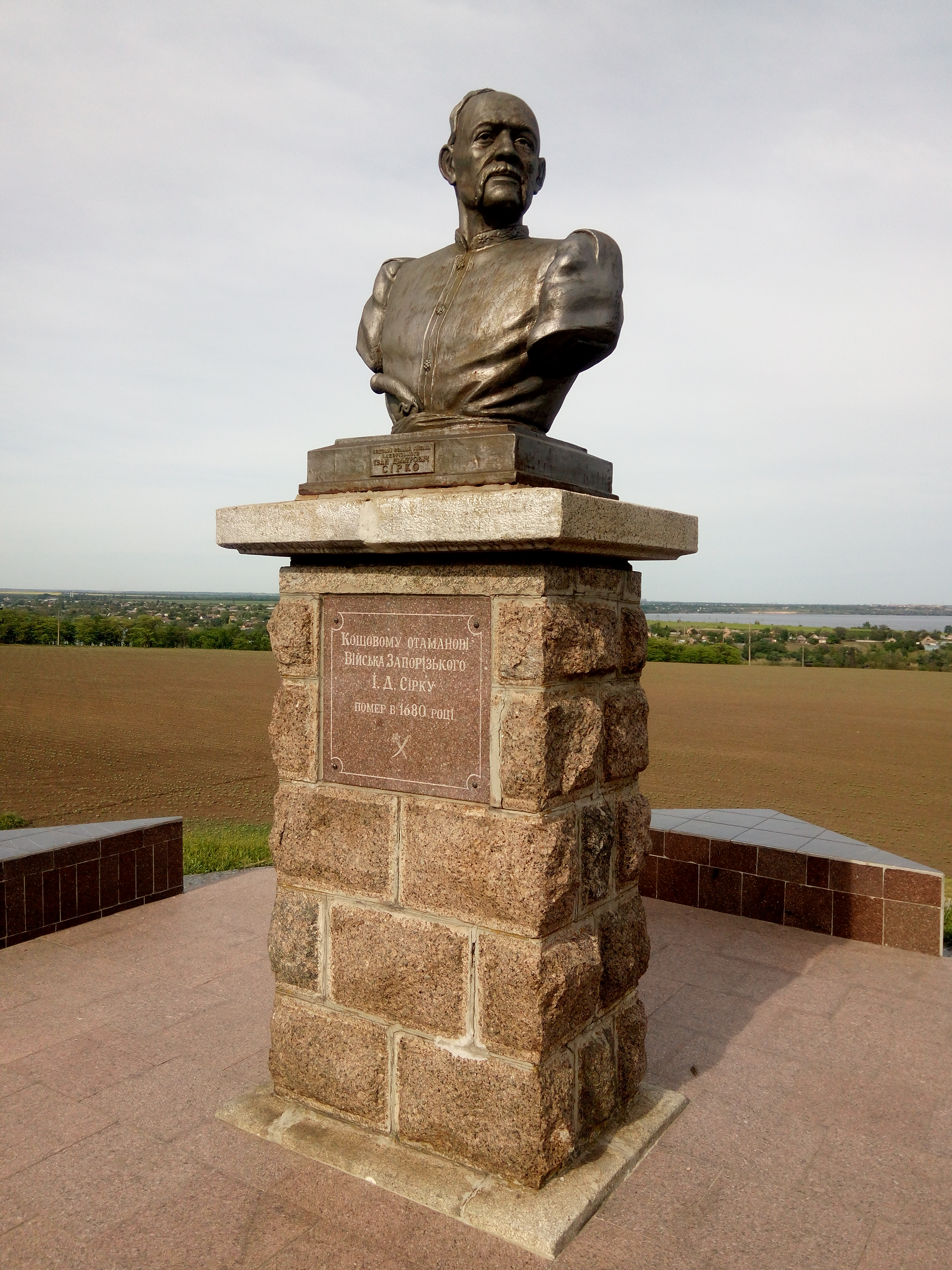
Бюст на могиле кошевого атамана Ивана Серко

## Известные люди
- Матюк Арсентий Васильевич (1914—1974) — Герой Советского Союза, родился в селе Капуловка.